# バンダ・オリエンタル
バンダ・オリエンタル（西: Banda Oriental）は、1815年に連邦同盟のホセ・ヘルバシオ・アルティガスがこの地域の権力を握って東方州を建設する以前の、ラ・プラタ地方の地域名称である。

## 地理
西はウルグアイ川を、北はラ・プラタ川を境にし、現在のウルグアイの全てと、リオ・グランデ・ド・スル州の一部を含んだ。リオ・デ・ラ・プラタ副王領の東方地域より大きかった。

## 歴史
旧バンダ・オリエンタルは、1815年にアルティガスが東方州を設立すると、正式な行政単位になった。その後1820年にブラジルが征服し、同地域にシスプラチナ州を設立した。1825年に33人の東方人が独立戦争を開始し、シスプラティーナ戦争に発展。1828年のモンテビデオ条約でウルグアイとして独立した。

## 住民
住人は自らをオリエンターレス（東方人）と自称し、フアン・アントニオ・ラバジェハ将軍と共にウルグアイ独立のために戦った33人の東方人が特に有名である。